# Kostel svatého Mikuláše (Čečovice)
Kostel svatého Mikuláše je gotický filiální kostel ve vesnici Čečovice v okrese Plzeň-jih. Náleží pod římskokatolickou farnost sv. Petra a Pavla v Holýšově, vikariátu Plzeň-jih, diecéze plzeňské. Kostel stojí v rovinaté krajině podél toku Chuchle, stranou významnějších cest. Kostel byl v roce 1999 nařízením vlády České republiky 147/1999 Sb. prohlášen za národní kulturní památku České republiky.

## Historie kostela
První písemná zmínka o kostele pochází z roku 1356 a  1358. Kostel byl postaven podle mínění odborníků patrně mezi lety 1330–1410 na místě staršího pohřebiště poblíž středověké tvrze pánů z Velhartic, kterým tehdy Čečovice patřily. Podle nejnovějších poznatků spadá jeho výstavba do let 1340-1360. Věž kostela byla přistavěna (na sakristii) v letech 1717–1724.
Pro svou důležitost byl kostel v roce 1999 prohlášen za národní kulturní památku. V současnosti se nachází po celkové obnově, rukama restaurátorů prošel i interiér, jehož původní malířská výzdoba se skrývala pod dvanácti vápennými nátěry.

### Program záchrany architektonického dědictví
V rámci Programu záchrany architektonického dědictví bylo v letech 1995-2014 na opravu kostela čerpáno 12 659 000 Kč.
| rok    | 1996  | 1997  | 1998  | 1999  | 2000  |
| ------ | ----- | ----- | ----- | ----- | ----- |
| částka | 1 159 | 1 200 | 3 500 | 1 600 | 5 200 |

## Význam a hodnota
Kostel je jednou z nejpozoruhodnějších gotických staveb okresu a je výjimečně cenným dokladem vrcholně gotické architektury. Architektura kostela má obdobu v řezenské katedrále a v kostele sv. Jana Křtitele v Nabburgu (okres Schwandorf). Předpokládá se, že zdejší kostel je dílem umělců z huti stavějící katedrálu v Řezně.
Architektonické a umělecké pojetí čečovického kostela je v rámci české stavební produkce unikátní použitým stavebním materiálem, jímž je režná cihla v kombinaci s masivně uplatněnými a dosti náročně provedenými tesanými kamenickými prvky.
Předpokládá se, že při stavbě tohoto cihlového kostela byly použity kamenické články určené pro jinou, podstatně větší a významnější stavbu. Je dokonce možné, že tyto články nebyly tesány v Čechách, ale už hotové přivezeny z Bavorska.

## Stavební fáze
Vrcholně gotický kostel pochází z druhé poloviny 14. století je díky své podobě architektonickou raritou regionu. První písemná zmínka pochází z roku 1356, není však jasné, zda již tehdy měl svou současnou podobu či zda šlo o jeho předchůdce. Ves s tvrzí a kostelem tehdy patřila rodu zemanů ze sousedního Bukovce, který ves v roce 1364 prodal členům významného rodu pánů z Velhartic. Právě oni jsou nejpravděpodobnějšími stavebníky této vrcholně gotické stavby. Kostel svatého Mikuláše se dochoval bez pozdějších přestaveb s výjimkou výrazné barokní věže se zvonicí, která byla vybudována nad sakristií v první čtvrtině 18. století. Je možné, že nahradila starší zvonici, ze které by pocházel její pozdně gotický zvon věnovaný Dobrohostem z Ronšperka před rokem 1506.

## Popis

### Exteriér

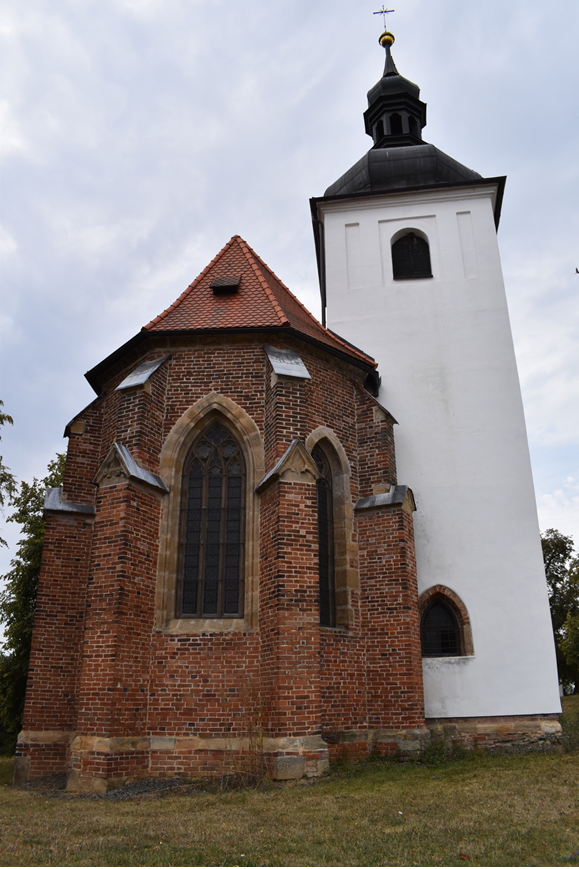

Kostel stojí v severozápadní části obce na mírné vyvýšenině. Je to orientovaná jednolodní zděná stavba na půdoryse obdélníku. Na východní straně je stejně široký polygonální závěr, k němž na severní straně přiléhá čtyřpatrová omítaná věž se sakristií v přízemí na půdorysu lichoběžníku. Kostel je postaven z režného cihlového zdiva doplněného pískovcovými architektonickými články na nízké kamenné podezdívce. Zdi lodi a závěru jsou členěny opěrnými pilíři. Na severní straně u rohového opěrného pilíře západního průčelí je pětiboká schodišťová věžice, která je zakončena jehlanovou střechou s hroticí a makovičkou, krytá bobrovkami. Západní průčelí je ukončeno trojúhelníkovým štítem, na kterém  je parapet se sloupky a pruty ve třech úrovních. Ramena štítu jsou posázena kraby a štít je zakončen kamenným křížem. Pod štítem v jeho ose je velká rozeta s kružbami. Na jižní straně kostela je hlavní vstup mezi dvěma opěrnými pilíři. Lomený portál má pískovcové ostění profilované výžlabky a oblouny. Nad archivoltou je strmý vimperk se slepou kružbou, jeho ramena jsou zdobena zvířecími reliéfy. 
Kostel má sedlovou střechu, nad kněžištěm je polygonální valba. Věž je ukončena cibulovou báni s lucernou, makovicí a křížem. Hlavní krytinou jsou bobrovky, věž kostela je kryta měděným plechem.

### Interiér
Interiér kostela zdobí lineární gotická výmalba a dvě vrstvy renesančních maleb. V průběhu obnovy byl na stěně u hlavního vstupu nalezen iluzívní malovaný oltář asi z poloviny 18. století. Loď a kněžiště jsou zaklenuté třemi poli křížové klenby, sakristie má jedno pole křížové klenby. Klenební konzoly jsou jehlancové  s maskou muže nebo římsové s kružbami. Okna lodi a kněžiště jsou lomená s profilovaným ostěním a s kružbami, jsou dvoudílná, pouze osové okno závěru kněžiště je trojdílné. Hlavní oltář se sochou svatého Mikuláše a kazatelna pochází z poloviny 18. století. V západní části lodi je kruchta (tribuna) s poprsní zdí (parapetem), v ose tribuny je výklenek pro  oltář. Kruchta je podepřena pilířem a podklenutá dvěma poli křížové klenby. Portál na tribuně má lomený oblouk s kružbovým trojlistem. Na tribunu a do podkroví vede točité schodiště osvětlené třemi okénky s kamenným ostěním.

## Stavební podoba
Jednolodní kostel svatého Mikuláše je svou podobou, materiálem i vzhledem k místu, kde stojí, velmi ojedinělý. Jde o jedinou gotickou stavbu v plzeňském kraji, která je postavena z cihel. Pískovce bylo užito pouze pro složitější tesané architektonické články. Na východě má pětiboký presbytář a celá fasáda je pravidelně členěna vnějšími opěrnými pilíři zhruba ve dvou třetinách výše přerušenými drobnými sedlovými stříškami. Zbytky baldachýnů na pilířích po stranách hlavního vstupu odkazují na nedochovanou sochařskou výzdobu. Mezi pilíři jsou proražena štíhlá okna s pozdně gotickými kružbami. 
Z architektonického hlediska je zajímavá západní stěna kostela, jejíž plochost narušuje pouze rozetové okno. Ve štítě nad ním stěna ustupuje a je kryta slepým kružbovým panelováním v šíři zdi. Zajímavý je vstupní ústupkový portál do kostela na jižní straně, který zaujme svým vysokým vimperkem s vepsanými paprskovitými kružbami. Ze severu je do půdorysu stavby vnořena čtyřúhelníková sakristie a z ní se tyčící barokní věž se zvonicí. Druhá drobnější osmiúhelníková vížka na severní straně poblíž západního průčelí je taktéž zčásti zapuštěná ve zdi a kryje úzké točité schodiště vedoucí z lodě na západní tribunu. Římsa pod střechou kostela je zdobena plastickým vlysem se směsicí zvířecích a rostlinných motivů. Uvnitř je kostel zaklenut čtyřmi klenebními poli s klínovými žebry.